# حج تمتع
حج تمتع یا حج واجب یکی از مهم‌ترین فروع دین اسلام است. مسلمانان با داشتن شرایطی مکلفند در دهه اول ماه ذی‌الحجه به مسجد الحرام در شهر مکه در عربستان سعودی بروند و مجموعه‌ای از اعمال واجب را به‌جا آورند.

## شرایط وجوب حج
حج تمتع بر کسی واجب می‌شود که استطاعت داشته باشد، یعنی از لحاظ مالی، تمکن (هزینه) ثبت نام و رفتن و انجام مناسک حج را داشته باشد و در برگشت هم در تهیه مخارج خانواده خود تا یکسال به زحمت نیفتد و از نظر جسمی بتواند اعمال حج را به جا آورد و استطاعت جسمی داشته باشد. اگر بر شخصی حج واجب شود و آن را به جا نیاورد، حتی اگر سال یا سال‌های بعد فقیر بشود و استطاعت خود را از دست بدهد، همچنان وجوب حج بر او پایدار خواهد بود.

## مناسک حج تمتع
حج واجب مرکب از دو عمل است: یکی عمره تمتع و دیگری حج آن. عمره تمتع مقدم بر حج است و هر یک از آن دو دارای اعمال مخصوصی است که به آن اشاره می‌شود.

### مناسک عمره تمتع
1. احرام از یکی از مواقیت
2. طواف کعبه
3. نماز طواف
4. سعی بین صفا و مروه
5. تقصیر (کوتاه نمودن مقداری از مو یا ناخن)

### اعمال حج تمتع
1. احرام بستن در مکه
2. وقوف در عرفات از ظهر روز نهم ذی الحجّه تا غروب
3. وقوف در مشعرالحرام در شب دهم ذی الحجّه تا طلوع خورشید
4. انداختن هفت سنگریزه به جمره عقبه در روز عید قربان (روز دهم ذی الحجّه)
5. قربانی کردن
6. حلق یا تقصیر به معنی تراشیدن سر یا کوتاه کردن مو یا ناخن
7. طواف حج
8. نماز طواف
9. سعی بین صفا و مروه
10. طواف نساء
11. نماز طواف نساء
12. بیتوته در منا در لیالی تشریق (شب‌های یازدهم و دوازدهم و در بعضی صورت‌ها شب سیزدهم)
13. به جا آوردن واجبات ایام تشریق (روزهایی که شب آن را در منی بیتوته کرده است که عبارتست از اینکه هریک از جمرات سه‌گانه را به ترتیب رمی کند.[۱]

## شروط حج تمتع
در حج تمتع چند امر شرط است:
- شرط اول: نیت. یعنی از زمانی که می‌خواهد به احرام عمره تمتع محرم شود، قصد انجام حج تمتع را داشته باشد. در غیر این صورت حج او صحیح نیست.
- شرط دوم: مجموع عمره و حج، در ماه‌های حج واقع شود.
- شرط سوم: حج و عمره، هر دو در یک سال واقع شوند.
- شرط چهارم: مجموع عمره و حج برای یک شخص و توسط یک شخص باشد؛ بنابراین، اگر فردی دو نفر را اجیر کند که یکی از آن دو از طرف میّت حج تمتع بجا آورد و دیگری عمره تمتع، مجزا نیست.

## تفاوت میان حج تمتع و حج افراد
کیفیت حج افراد مانند حج تمتع است، با این تفاوت که قربانی در حج تمتع واجب است در حالی که در حج افراد مستحب است.

## نگارخانه

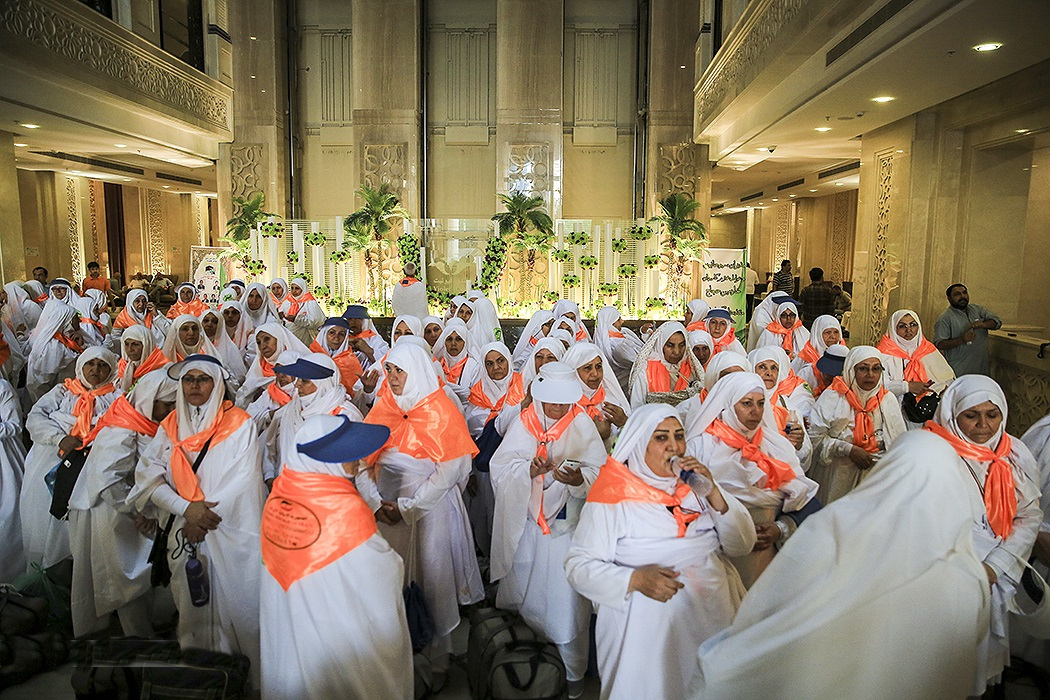
حرکت حجاج تمتع به سمت سرزمین عرفات
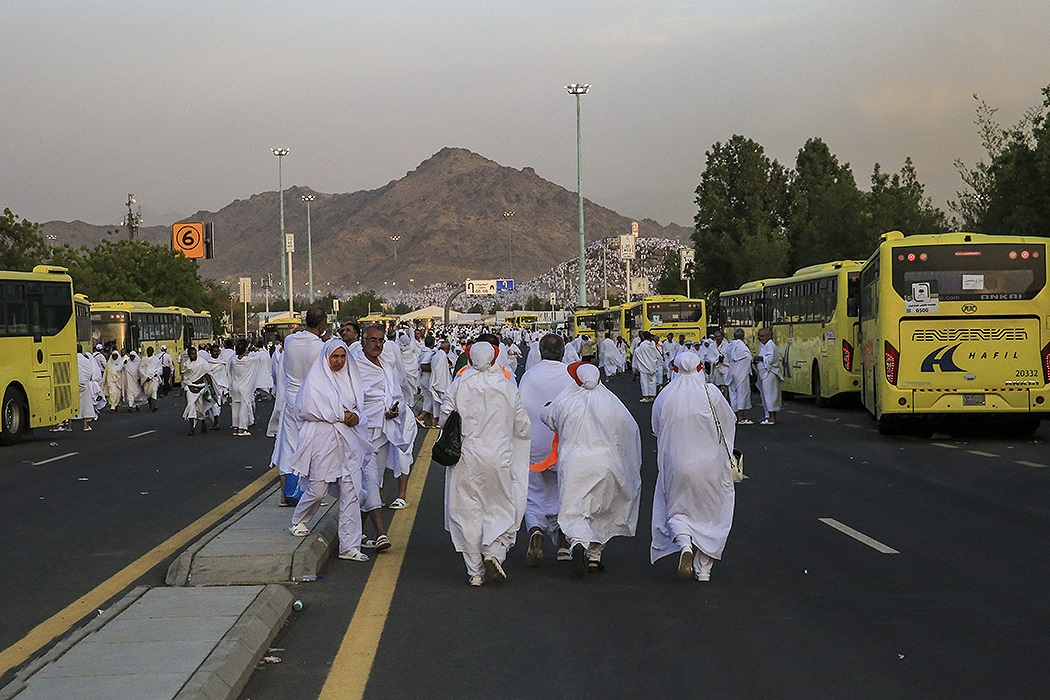
خروج حجاج از سرزمین عرفات
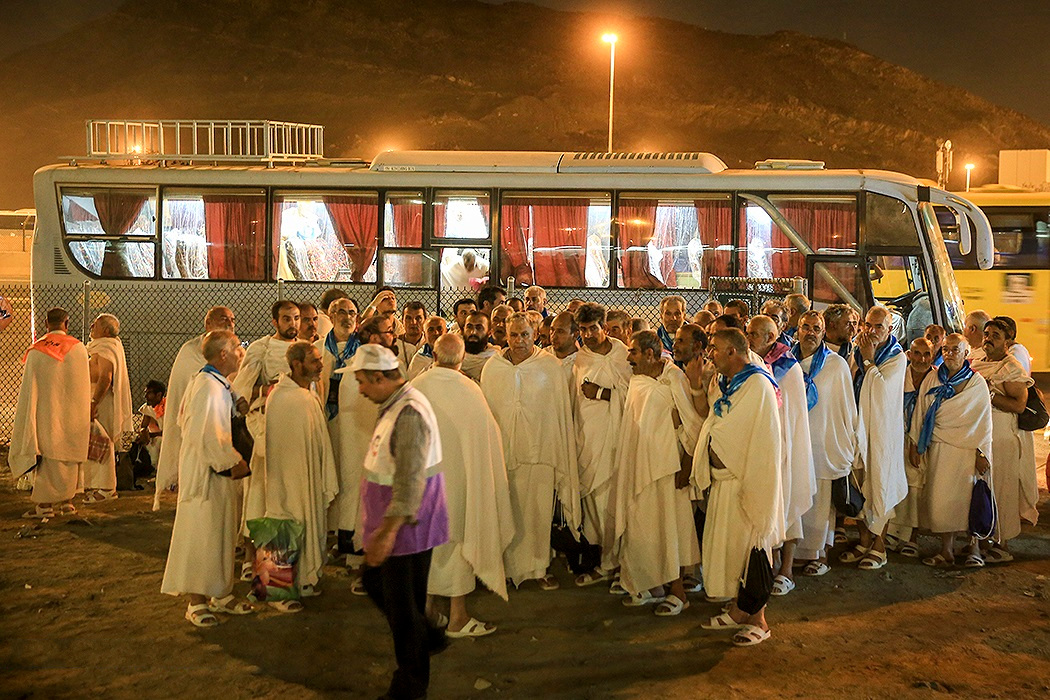
ورود حاجیان به مشعر مزدلفه
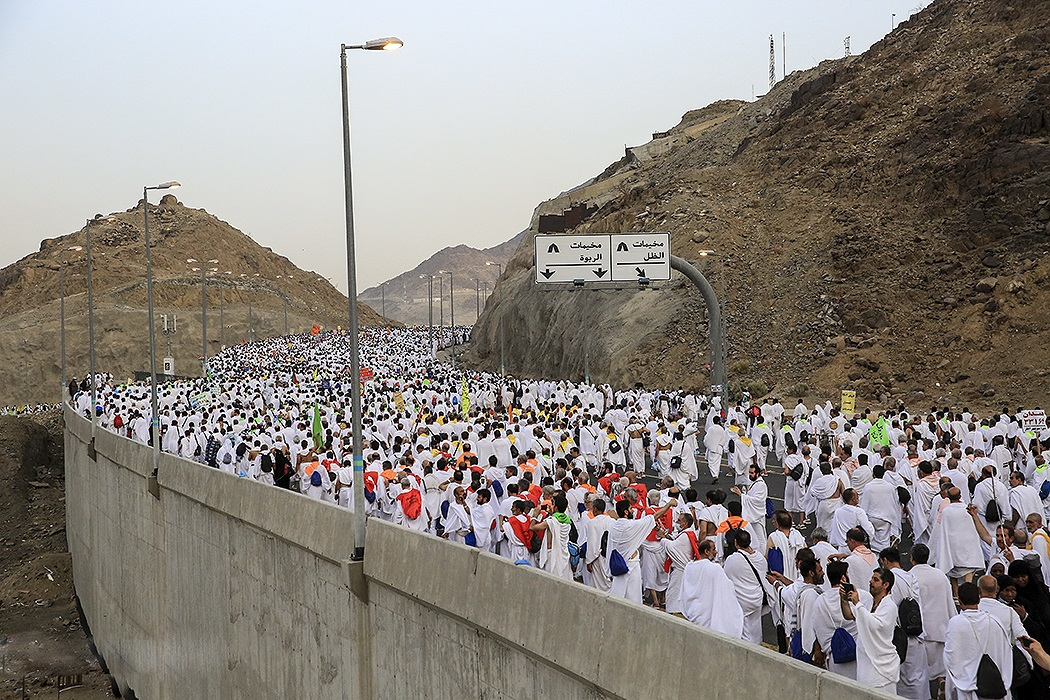
حرکت حاجیان به سمت سرزمین منا
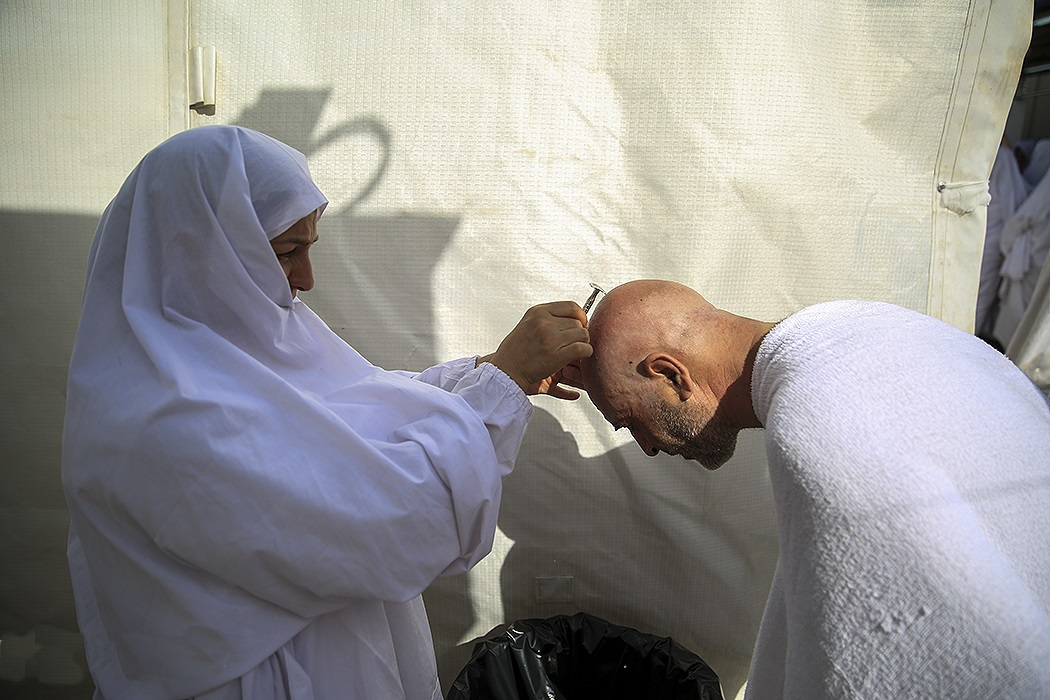
انجام عمل حلق و تقصیر توسط حاجیان
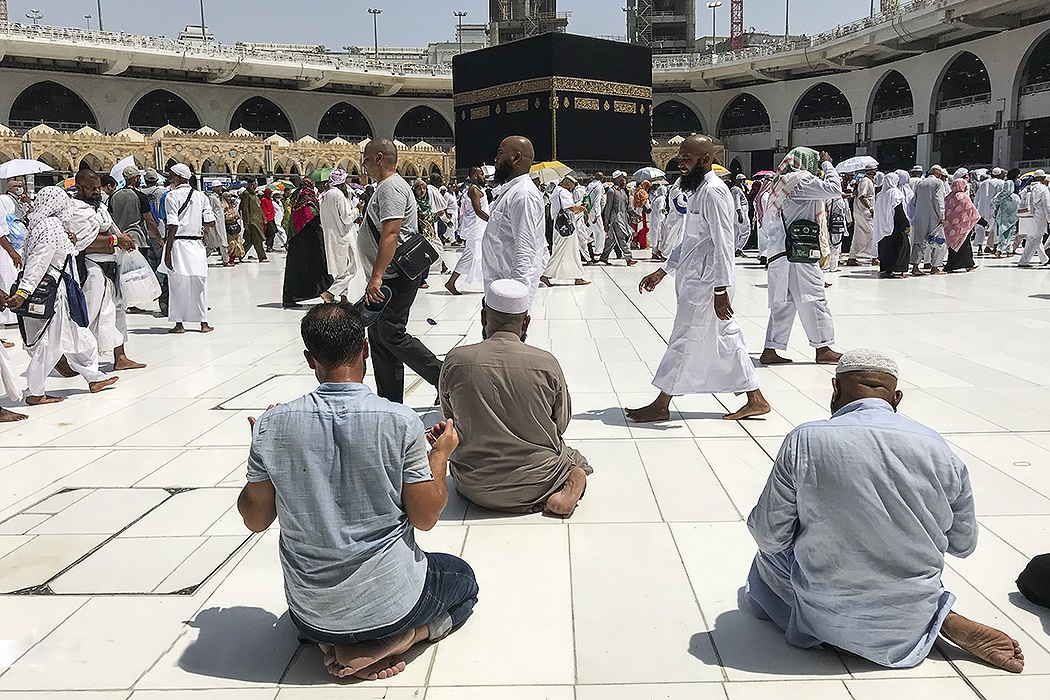
عبادت حاجیان در مسجد الحرام
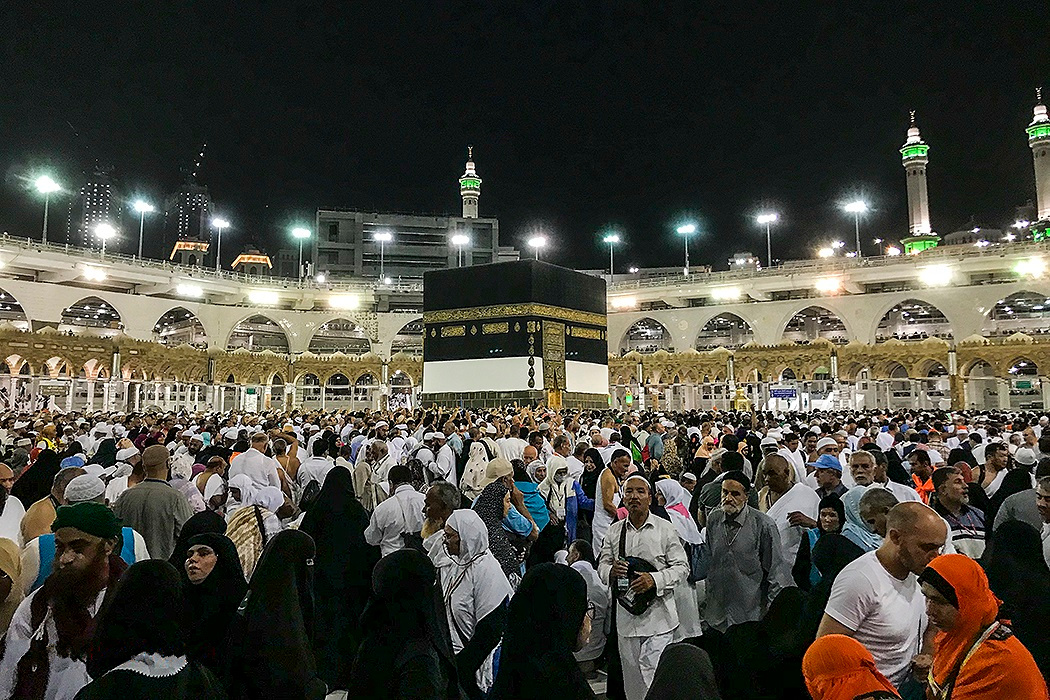
طواف حاجیان به دور کعبه
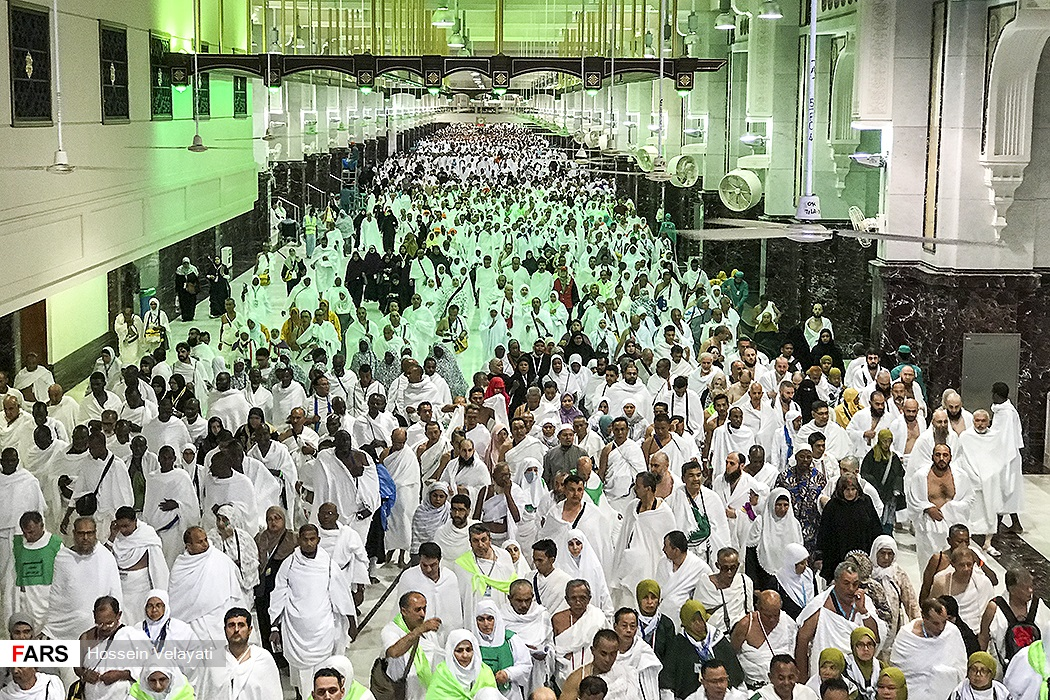
سعی بین صفا و مروه